# 2019 في إثيوبيا
أحداث 2019 في  إثيوبيا.

## الأحداث
- 10 مارس 2019 - تحطمت رحلة الخطوط الجوية الإثيوبية رقم 302 من مطار أديس أبابا بولي الدولي في إثيوبيا إلى مطار جومو كينياتا الدولي في نيروبي بكينيا بعد ست دقائق من إقلاعها بالقرب من مدينة بيشوفتو، مما أسفر عن مقتل جميع ركابها البالغ عددهم 149 راكبًا وطاقمها المكون من ثمانية أفراد.[1]
- 29 يوليو 2019 - يقود رئيس الوزراء أبي أحمد جهود إعادة تشجير زرع فيها 350 مليون شجرة في يوم واحد، ويُعتقد أنه رقم قياسي عالمي.[2]

## وفيات

### مارس
- 10 مارس
  - ضحايا تحطم طائرة الخطوط الجوية الإثيوبية الرحلة 302 :
    - بيوس أديسانمي، أستاذ وكاتب نيجيري كندي (مواليد 1972) [3]
    - كريستين ألو، ضابطة شرطة أوغندية وجندية حفظ سلام (مواليد 1970) [4]
    - سيباستيانو توسا، عالم آثار وسياسي إيطالي (مواليد 1952) [5]

### يونيه
- 22 يونيو
  - أمباتشو ميكونن، سياسي إثيوبي (مواليد 1971) [6]
  - سياري ميكونن، ضابط في الجيش الإثيوبي (مواليد 1954) [7]